# Ulrich Gabler
Ulrich Gabler (ur. 1 października 1913, zm. 24 lutego 1994) – niemiecki inżynier specjalizujący się w konstrukcji okrętów podwodnych, pracujący nad konstrukcjami niemieckich U-Bootów podczas drugiej wojny światowej, po wojnie założyciel przedsiębiorstwa Ingenieurkontor Lübeck (IKL), twórcy większości niemieckich konstrukcji podwodnych.